# Championnat du monde d'échecs 1958

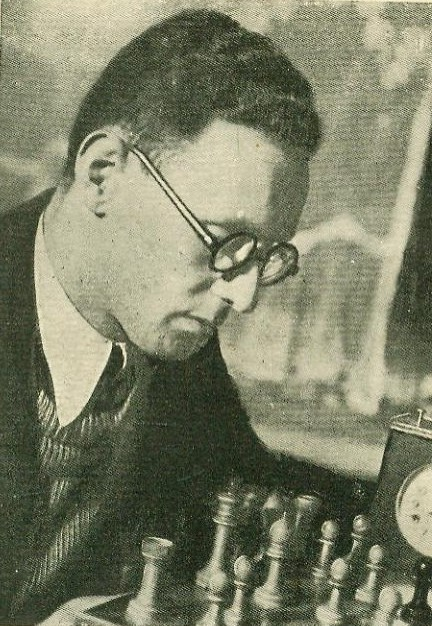
Mikhaïl Botvinnik en 1933

Le Championnat du monde d'échecs 1958 a vu s'affronter Vassily Smyslov, tenant du titre, et Mikhaïl Botvinnik à Moscou et 4 mars au 9 mai 1958. Botvinnik l'a emporté, récupérant le titre que Smyslov avait conquis l'année précédente.
Il s'agit du match-revanche du championnat du monde 1957 entre les deux joueurs.
L'arbitre du match était le grand maître suédois Gideon Ståhlberg.

## Résultats
Le match est au meilleur des 24 parties. En cas d'ex æquo, le champion sortant conservait son titre.
|                   | 1 | 2 | 3 | 4 | 5 | 6 | 7 | 8 | 9 | 10 | 11 | 12 | 13 | 14 | 15 | 16 | 17 | 18 | 19 | 20 | 21 | 22 | 23 | Points |
| ----------------- | - | - | - | - | - | - | - | - | - | -- | -- | -- | -- | -- | -- | -- | -- | -- | -- | -- | -- | -- | -- | ------ |
| Mikhaïl Botvinnik | 1 | 1 | 1 | ½ | 0 | 1 | ½ | ½ | ½ | ½  | 0  | 1  | ½  | 1  | 0  | ½  | ½  | 1  | 0  | ½  | ½  | 0  | ½  | 12½    |
| Vassily Smyslov   | 0 | 0 | 0 | ½ | 1 | 0 | ½ | ½ | ½ | ½  | 1  | 0  | ½  | 0  | 1  | ½  | ½  | 0  | 1  | ½  | ½  | 1  | ½  | 10½    |

## Parties remarquables
- Smyslov - Botvinnik, 11e partie, 1-0
- Botvinnik - Smyslov, 14e partie, 1-0
- Botvinnik - Smyslov, 18e partie, 1-0